# Caesar Baronius
Ctihodný Caesar kardinál Baronius CO, italsky Cesare Baronio (31. října 1538, Sora, provincie Frosinone, Latium, Itálie – 30. června 1607, Řím) byl člen a představený Kongregace oratoriánů sv. Filipa Neri, kardinál, zakladatel moderní katolické církevní historiografie. Je autorem rozsáhlého díla Annales ecclesiastici (Církevní letopisy), pracoval na revizi Římského martyrologia.

## Život a dílo

### Původ a mládí
Pocházel z bohaté rodiny původem z Neapole, byl jediným synem Camilla Baroneho Barone a Porzie Febonie. Studoval ve Veroli, Neapoli a Římě, kde získal doktorát z práva. Tam se také seznámil se svatým Filipem Nerim a proti vůli rodičů se rozhodl vstoupit do Kongregace oratoriánů při kostele sv. Jeronýma od Křesťanské lásky.

### Oratorián a historik
Roku 1564 přijal kněžské svěcení. Aby mohl zůstat nablízku sv. Filipovi Neri a spolupracovat s ním, zřekl se výnosných beneficií. Poté, co Oratorium dostalo roku 1575 definitivní církevní schválení, přesídlil do kláštera u římského kostela Santa Maria in Vallicella, kde se věnoval historické práci. Papež Řehoř XIII. a kardinál Guglielmo Sirleto jej nejprve pověřili kritickou revizí Římského martyrologia, oficiálního seznamu světců, již dokončil roku 1589.

### Annales ecclesiastici (Církevní letopisy)
Jeho stěžejním dílem jsou však Annales ecclesiastici, 12 foliantů pojednávajících o dějinách církve od počátků až do roku 1198, na nichž pracoval až do své smrti. Jedná se o první velké dílo katolické historiografie, založené takřka výhradně na archivních pramenech a jejich kritickém zhodnocení. Dílo, koncipované nejprve jako přednáškový cyklus v rámci schůzek římského filipínského oratoria, má také apologetický aspekt – je katolickou odpovědí na tzv. magdeburské centurie, 13svazkové dílo magdeburského protestantského historika Matthiase Flacia.

#### Pokračovatelé Baroniových Letopisů
První pokračování Annales napsal oratorián Odericus Raynaldus (1595-1671) a dovedl je až do roku 1565 (8 sv., 1646-1663; 9. svazek, vydaný z pozůstalosti, byl cenzurou povolen až v letech 1683-1686). Mezitím se dostalo Baroniovu dílu ostré kritiky v díle františkána Antoina Pagiho (1624–1699). Dalším pokračovatelem Annales se stal oratorián Giacomo Laderchi († 1738), který je dopsal pro roky 1566-1571 (3 sv., Řím 1728-37). Další část přidal katolický historik slezského původu Augustin Theiner (1804-1874), který se také postaral o nové vydání celého díla.

### Další Baroniova kariéra
Když Filip Neri roku 1593 odstoupil z vedení kongregace, stal se Baronius jeho nástupcem. Tehdejší papež Kliment VIII. si jej také vybral za svého osobního zpovědníka a jmenoval jej apoštolským protonotářem (1595). Tentýž papež jej v konzistoři dne 5. června 1596 jmenoval kardinálem-knězem s titulem římské baziliky sv. Nerea a Achilea. Od roku 1597 byl také kardinálem-bibliotekářem svaté římské církve, roku 1602 se stal komendatárním opatem kláštera San Gregorio na římském Celiu. Jako kardinál se aktivně zasazoval o přijetí abjurace francouzského krále Jindřicha Navarrského, pracoval na připojení Ferrary k papežskému státu roku 1598.

### Monarchia Sicula a dvojí konkláve roku 1605
V jedenáctém díle Letopisů, vydaném s papežským svolením v roce 1605, podrobil Baronius historické kritice domnělé privilegium legátů bl. Urbana II., na nichž byla založena tzv. Monarchia Sicula, soubor privilegií španělských panovníků v církevní oblasti, a zpochybnil také přítomnost apoštola Jakuba na španělské půdě. To mu vyneslo zákaz prodeje jeho díla ve všech zemích španělské koruny, ale i odpor španělského krále při papežské volbě, k níž došlo po smrti papeže Klimenta VIII. roku 1605. Navzdory tomu, že Baronius v průběhu celého konkláve byl jasným favoritem a do zvolení mu 30. března chybělo pouhých 8 hlasů, papežem se nestal. Později naznačoval, že svůj útok proti španělským privilegiím formuloval právě proto, aby zabránil svému zvolení papežem: každému, kdo se jen trochu seznámil s jeho charakterem, je jasné, že jeho tvrzení lze brát vážně. V konkláve byl zvolen papež Lev XI., který ovšem krátce po volbě zemřel, a tak se muselo přikročit k volbě nové. Také zde Baronius i přes své všemi uznávané kvality zvolen nebyl, papežem se stal Camillo Borghese (Pavel V.).

### Smrt, pohřeb a snahy o beatifikaci
Caesar Baronius zemřel ve svém pokojíku v římském oratoriánském konventu u kostela Santa Maria in Valicella. V tomto kostele je také pohřben. Papež Benedikt XIV. jej prohlásil za ctihodného 12. ledna 1745. U příležitosti 400. výročí jeho úmrtí r. 2007 obnovila kongregace oratoriánů jeho beatifikační proces.

## Vztah k českým zemím
Baronius byl osobním přítelem Františka Dietrichsteina (1575-1636), kardinála a olomouckého biskupa. Zajišťoval péči o Dietrichsteinův římský titulární kostel San Silvestro in Capite jako spolutitulář. Zatím neověřená jsou tvrzení o spolupráci na přípravě těch částí Letopisů, které se týkají českých církevních dějin.

## Hlavní díla
- Martyrologium Romanum, cum Notationibus Caesaris Baronii, Romae 1589 (revize římského martyrologia, započatá kardinálem Sirletem a dokončená Baroniem)
- Annales Ecclesiastici a Christo nato ad annum 1198, 12 svazků, Roma, 1588-1607 (pokračování: Girolamo Rainaldi, Giacomo Laderchi a Augustin Theiner)
- Caesaris Cardinalis Baronii Tractatvs De Monarchia Siciliae vydaný zvlášť z XI. svazku Annales
- Contra Serenissimam Rempublicam Venetam 1606
- Dopisy, z valné části vydané Albericiem, Borellim a Rattim (viz bibliografie. Celkem je evidováno 908 dopisů, které připravuje k edici Masetti Zannini.